# 耶律敵烈
耶律敵烈（やりつ てきれつ、1026年 - 1092年）は、遼（契丹）の政治家・軍人。字は撒懶。

## 経歴
採訪使耶律吼の五世の孫にあたる。学問を好み、文章を得意とした。重熙末年、牌印郎君に補任され、知起居注を兼ねた。
清寧元年（1055年）、同知永州事となり、反乱の鎮圧に功績を挙げて、北面林牙承旨に転じた。清寧9年（1063年）、耶律重元が乱を起こすと、反乱の平定にあたって、臨海軍節度使に任じられた。清寧10年（1064年）、武安州観察使に転じた。咸雍5年（1069年）、長寧宮使に累進した。戸部司の乾州での銭帛や負債を管理して、出納の方法を確立したので、官民双方に便益となった。太康4年（1078年）、南院大王となった。任期を終えると、部民が留任を求め、同知南京留守事となった。病床に伏したため、道宗が宮殿に運ばせ、太医に容態を看させた。上京留守となった。
太安年間、塌母城節度使に転じた。病のために致仕し、兼侍中を加官され、一品の俸給を賜った。太安8年（1092年）、死去した。

## 伝記資料
- 『遼史』巻96 列伝第26
- 耶律迪烈墓誌銘